# エドヴァルド・ヘルステッド

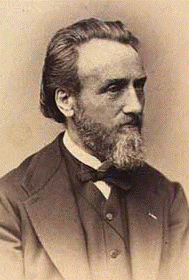
エドヴァルド・ヘルステッド（Harald Paetzによる肖像写真）

エドヴァルド・ヘルステッド（Edvard Mads Ebbe Helsted、1816年12月8日 - 1900年3月1日）は、デンマークの作曲家・ヴァイオリニストである。

## 経歴
コペンハーゲンに生まれ、クラウス・シャル（Claus Nielsen Schall、1757年4月28日 - 1835年8月10
日）にヴァイオリンを学んだ。デンマーク王立管弦楽団のヴァイオリニストを務める傍ら作曲も手がけ、デンマーク王立バレエ団の振付家オーギュスト・ブルノンヴィルのバレエ『闘牛士』、『ナポリ』などに曲を提供した。但し、健康上の理由によりその職を1869年に退いている。

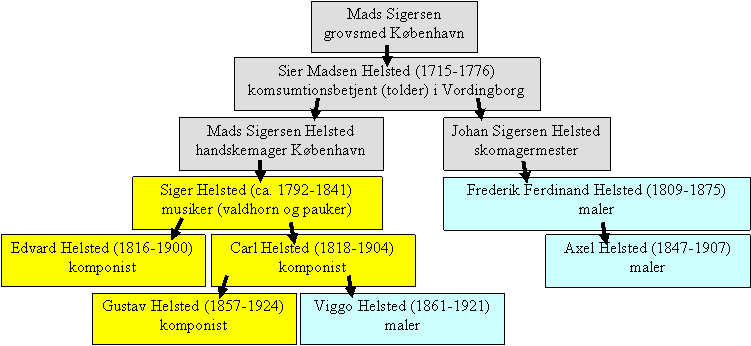
ヘルステッド家の家系図

ヘルステッドは1900年にフレデリクスボー県で死亡し、当地の教会に埋葬された。なお、弟のカール・ヘルステッド（1818年1月4日 - 1904年6月7日）、カールの息子グスタフ・ヘルステッド（1857年1月30日 - 1924年3月1日）も、作曲家である。

## 主な作品
- 『Fantasiens ø eller fra Kinas Kyst』（バレエ、1838年）- 数人との共作。
- 『闘牛士』（Toreadoren、バレエ、1840年）
- 『ナポリ』（Napoli eller Fiskeren og Hans Brud、バレエ、1842年）- ニルス・ゲーゼ、ホルガー・シモン・パウリ、H・C・ロンビとの共作[2][3]。
- 『Kirsten Piil eller To Midsommerfester』（バレエ、1845年）
- 『ゼンツァーノの花祭り』（Blomsterfesten i Genzano、バレエ、1853年）- パウリとの共作[4]。